# Doganella
La Doganella è una zona di Napoli, della III e IV municipalità.

## Geografia
Corrispondente all'incirca tra via Nuova del campo, viale Maddalena e via Don Bosco, si trova a sud est della zona dei Ponti Rossi, nei pressi del cimitero di Poggioreale, della località di Capodichino e del suo omonimo aeroporto. La Doganella divide i quartieri San Carlo all'Arena, Poggioreale e San Lorenzo. Dà il nome ad una delle uscite della tangenziale di Napoli.

## Società
Alla Doganella si trovano il comando generale della polizia municipale di Napoli, due istituti di istruzione secondaria superiore (liceo Caccioppoli e istituto Galiani), l'istituto don Bosco dei Salesiani, l'ospedale San Giovanni Bosco, una sede dell'ARPA, una sede della Regione, una sede della Città Metropolitana, un noto McDonald's e diverse attività commerciali.

## Collegamenti

### Metropolitana
La zona sarà servita in futuro da una stazione della linea 1 della metropolitana di Napoli Aeroporto.